# Drömmen om slottet
Drömmen om slottet är en svensk TV-serie vars första säsong bestod av 8 avsnitt och som hade premiär på TV4 i september 2018. Programmet handlar om familjen Lätt (Stefan och Agnes samt tre barn) och deras dröm att bo i ett slott. Efter 16 år (Stefan), respektive 12 år (Agnes) i Miami tar familjen sitt pick och pack och flyttar till Sverige för att förverkliga sin dröm. De köper det eldhärjade och nedgångna Hägerstads slott i Åtvidaberg, med planen att på ett år renovera slottet och flytta in i det. Deras budget är på 4 miljoner varför de måste göra merparten av renoveringsarbetet själva.
Varje avsnitt sågs av över en halv miljoner tittare.  29 oktober 2019 hade säsong 2 premiär på TV4.